# Tragidion coquus
Tragidion coquus là một loài bọ cánh cứng trong họ Cerambycidae.